# Frithjof Smith
Bork-Frithjof Smith (* in Hannover) ist ein deutscher Zinkist und Hochschullehrer an der Schola Cantorum Basiliensis.

## Leben
Bork-Frithjof Smith wurde in Hannover geboren. Er begann seine musikalische Ausbildung auf der Blöckflöte, dem Violoncello und der Trompete im Alter von fünf Jahren. Als Zwölfjähriger entdeckte er den Zink, der nach und nach zu seinem Hauptinstrument wurde. Er studierte an der Schola Cantorum Basilensis Alte Musik mit Hauptfach Zink bei Bruce Dickey und erhielt 1999 sein Diplom. Eine seiner besonderen Leidenschaften auf dem Zink ist, den heutzutage immer noch vernachlässigten cornettino wieder bekannt zu machen.
Von 2008 bis 2017 unterrichtete Bork-Frithjof Smith Zink und Diminution an der Staatlichen Hochschule für Musik Trossingen. Seit September 2017 ist er Professor für Zink/Cornetto an der Schola Cantorum Basiliensis als Nachfolger seines ehemaligen Lehrers Bruce Dickey.
Smith spielte mit  Gruppen für Alte Musik wie Akadêmia, Concerto Köln, Musica Fiata, Huelgas Ensemble, His Majesty's Sagbutts & Cornetts, Weser-Renaissance, L'Arpeggiata, La Petite Bande, Concerto Copenhagen, English Baroque Soloists, Concentus Musicus Wien oder Concerto Italiano oder bei  Festivals in  Europa und Israel, in Nord- und Südamerika.  90 CD-Einspielungen bei verschiedenen Labels dokumentieren sein Schaffen.